# Хардинг, Гуннар
Гуннар Хардинг (швед. Gunnar Harding; 1940, Сундсвалль, Швеция) — шведский писатель, переводчик и критик, лауреат многочисленных премий и наград.

## Жизнеописание
Хардинг как поэт дебютировал в 1967 году с «Замёрзшим локомотивом» (швед. Lokomotivet som frös fast) и за свою карьеру писателя в основном был известен именно как лирик, однако кроме большого количества стихов написал много эссе и несколько рассказов. Кроме того, он был редактором в журнале «Lyrikvännen» в 1971—1974 годах и редактором в «Artes» до 1990-х годов. Хардинг был членом «Общества Девяти» (под № 5), а также принимал участие в качестве консультанта в Библейской Комиссии с 1981 по 1989 год.
Не менее важную роль Гуннар Хардинг сыграл в переложении произведений зарубежного модернизма на шведский. В частности, он перевёл поэму Владимира Маяковского «Облако в штанах» (1976, совместно с Бенгтом Янгфельдтом). Также переводил французскую, британскую и американскую поэзию. Кроме того, Хардинг был большим поклонником джазовой музыки и практиковал чтение своих стихов с джазовым сопровождением в качестве фона.

## Награды
- Литературная премия журнала Vi (1975)
- Премия Карла Эмиля Энглунда (1988)
- Литературная премия газеты «Свенска дагбладет» (1995)
- Поэтическая премия Шведского Радио (2004)
- Премия Доблоуг (2011)
- Litteris et Artibus (2008)

и другие